# Камп Свифт (Тексас)
Камп Свифт (енгл. Camp Swift) насељено је место без административног статуса у америчкој савезној држави Тексас.

## Демографија
По попису из 2010. године број становника је 6.383, што је 1.652 (34,9%) становника више него 2000. године.
| Група             | 2000.         | 2010.         |
| Белци             | 2.459 (52,0%) | 2.731 (42,8%) |
| Афроамериканци    | 418 (8,8%)    | 670 (10,5%)   |
| Азијати           | 12 (0,3%)     | 33 (0,5%)     |
| Хиспаноамериканци | 1.792 (37,9%) | 2.809 (44,0%) |
| Укупно            | 4.731         | 6.383         |